# Álvaro Burrell Bustos
Álvaro Burrell Bustos (Monzón, 29 de abril de 1969) es un político y exatleta español retirado especializado en la prueba de la decatlón. Fue campeón de España de decatlón en el año 1990, y subcampeón en el 1989.  Tiene en la actualidad el récord de Aragón de decatlón con una marca de 8005 puntos. Participó en los Juegos Olímpicos de Barcelona 1992, donde terminó clasificado en decimosexto lugar con una marca de 7952 puntos. El 5 de octubre de 2011 fue premiado con la medalla de plata de la Real Orden del Mérito Deportivo.
Tras su retirada inició su actividad en la política. Fue director general del Deporte del Gobierno de Aragón y, entre 2015 y 2019, alcalde de Monzón. En 2019 fue nombrado director general de Interior y Protección Civil del Gobierno de Aragón. Actualmente es diputado de las Cortes de Aragón por el Partido Socialista Obrero Español.